# Uzbecká Wikipedie
Uzbecká Wikipedie (uzbecky O'zbek Vikipediyasi) je jazyková verze Wikipedie v uzbečtině. V lednu 2022 obsahovala přes 138 000 článků a pracovalo pro ni 12 správců. Registrováno bylo přes 67 000 uživatelů, z nichž bylo asi 240 aktivních. V počtu článků byla 60. největší Wikipedie. V Uzbekistánu vláda v roce 2007 a 2008 přístup k uzbecké Wikipedii zablokovala. V současné době (březen 2012) je přístup blokován přibližně od prosince 2011.